# Славия (Любляна)
Вижте пояснителната страница за други значения на Славия.
ХК Славия (Любляна) е словенски професионален хокеен клуб от град Любляна, създаден през 1964 г., който се състезава в държавното първенство на Словения и в Интерлига. Цветовете на клуба са черно и жълто.
Отборът никога не е ставал шампион на страната.

## Успехи
Отборът не е печелил отличия.